# Vincenzo Esposito
Vincenzo Esposito (ur. 5 lutego 1963 w Turynie) – włoski piłkarz i trener. Od czerwca 2006 do 2009 roku był szkoleniowcem Primavery Interu Mediolan (zespół do lat 20), a obecnie jest pierwszym trenerem drużyny AC Prato.
Jako piłkarz grał w Torino FC, AC Prato, S.S. Lazio, Atalancie BC i w AC Cesenie.
Karierę trenerską rozpoczął od prowadzenia drużyny A.C. Prato. Po sześciu latach pracy został trenerem US Grosseto. Po zakończeniu sezonu 2004–2005 przez pół sezonu (do grudnia 2005) prowadził  U.C. AlbinoLeffe, a następnie został trenerem młodzieżowego zespołu Interu, który prowadził do zakończenia rozgrywek juniorskich sezonu 2008/2009, po czym objął stanowisko szkoleniowca Ravenny Calcio.